# Buis-les-Baronnies
Buis-les-Baronnies é uma comuna francesa na região administrativa de Auvérnia-Ródano-Alpes, no departamento de Drôme. Estende-se por uma área de 33,74 km². Em 2010 a comuna tinha 2 400 habitantes (densidade: 71,1 hab./km²).